# Kazuki Chibu
Kazuki Chibu (japanisch 千布 一輝 Chibu Kazuki; * 13. Juli 1995 in der Präfektur Hiroshima) ist ein japanischer Fußballspieler.

## Karriere
Kazuki Chibu erlernte das Fußballspielen in der Jugendmannschaft von Fagiano Okayama. Hier unterschrieb er 2014 auch seinen ersten Vertrag. Die erste Mannschaft spielte in der zweiten japanischen Liga, der J2 League. Die Reservemannschaft, Fagiano Okayama NEXT, spielte in der Japan Football League. Bis Ende 2016 wurde er in der zweiten Mannschaft eingesetzt. Hier kam er auf 84 Spiele. Die Saison 2017 spielte er in Yufu beim Ligakonkurrenten Verspah Ōita. Im März 2018 wechselte er zum ebenfalls in der vierten Liga spielenden Tegevajaro Miyazaki. Mit dem Verein aus Miyazaki wurde er Ende 2020 Vizemeister und stieg somit in die dritte Liga auf. Sein Drittligadebüt gab Kazuki Chibu am 14. März 2021 (1. Spieltag) im Heimspiel gegen Iwate Grulla Morioka. Hier stand er in der Startelf und spielte die kompletten 90 Minuten. Tegevajaro Miyazaki verlor das Spiel mit 0:1. Nach insgesamt 103 Ligaspielen für Tegevajaro wechselte er im Januar 2023 zum Zweitligisten Kagoshima United FC. Am Ende der Saison 2023 wurde er mit Kagoshima Vizemeister und stieg somit in die zweite Liga auf. Am Ende der Saison 2024 belegte er mit Kagoshima den 19. Tabellenplatz und musste somit in die dritte Liga absteigen.

## Erfolge
Kagoshima United FC
- Japanischer Drittligavizemeister: 2023  ▲